# 栗栖薫子
栗栖 薫子（くるす かおる、1967年 - ）は、日本の国際政治学者。専門は安全保障論。 
上智大学外国語学部卒業後、東京大学大学院総合文化研究科修了。九州大学大学院比較社会文化研究科助手、神戸大学国際文化学部講師・助教授、大阪大学大学院国際公共政策研究科准教授を経て、現在、神戸大学大学院法学研究科教授、法学研究科・法学部長。

## 著書

### 編著
- （村田晃嗣，君塚直隆，石川卓，秋山信将共編）『国際政治学をつかむ』(有斐閣, 2009年)

## 論文

### 雑誌論文
- 「欧州安全保障協力会議(CSCE)の人的次元――レジーム論による考察」『国際政治』112号（1996年）
- 「人間の安全保障」『国際政治』117号（1998年）
- 「アルバニア危機の教訓――多元的制度アプローチの有効性」『防衛法研究』第23号（1999年）
- 「冷戦後世界における人間の安全保障」『Human security』第4号（2000年）
- 「ボスニア・ヘルツェゴビナにおける人権オンブズパーソンの導入――紛争予防の視点から」『国際文化学研究』17号（2002年）
- 「国内紛争と国際安全保障の諸制度についての一考察」『国際問題』511号（2002年）
- 「安全保障研究と『人間の安全保障』」『国際安全保障』30巻3号（2002年）
- 「人間安全保障『規範』の形成とグローバル・ガヴァナンス――規範複合化の視点から」『国際政治』143号（2005年）

### 単行本所収論文
- 「人間の安全保障――主権国家システムの変容とガバナンス」赤根谷達雄・落合浩太郎編『「新しい安全保障」論の視座――人間・環境・経済・情報』（亜紀書房, 2001年）
- 「地域的安全保障」山本吉宣・河野勝編『アクセス安全保障論』（日本経済評論社、2005年）
- 「21世紀の『人間安全保障』―─規範的国際関係論からの一試案」菅英輝編『21世紀の安全保障と日米安保体制』（ミネルヴァ書房、2005年）
- 「人口移動と難民」大芝亮・藤原帰一・山田哲也編『平和政策』（有斐閣, 2006年）
- 「人間の安全保障」高阪章編『国際公共政策学入門』（大阪大学出版会, 2008年）

## 訳書
- L・フォーセット、A・ハレル編『地域主義と国際秩序』（九州大学出版会、1999年）